# Clay megye (Alabama)
Clay megye az Amerikai Egyesült Államokban, azon belül Alabama államban található. Megyeszékhelye Ashland, legnagyobb városa Lineville.Alabama középső keleti részén található Clay megyében fekszik a Talladega Nemzeti Erdő nagy része. A megye a tizenkilencedik század végén a jacksoni demokrata politika központja volt így az 1890-es évek radikális agrárfelkelésének egyik legerősebb szószólója lett. A megyét választott öttagú bizottság irányítja.
Lakosainak száma 14 236 fő (2020. április 1.). Clay megye Cleburne, Randolph, Tallapoosa, Coosa és Talladega megyékkel határos.

## Története
Clay megyét 1866. december 7-én alapították Randolph és Talladega megye egyes részeiből. Henry Clay, egy prominens kentuckyi politikusról nevezték el. A megye azon a területen fekszik, amelyen a Creek indiánok utoljára éltek, mielőtt 1832-ben arra kényszerítették őket, hogy nyugatra költözzenek. Mivel a megye területén dombos táj, és rossz minőségű föld volt jellemző, a korai telepesek a területen szegény gazdálkodok voltak. A tizenkilencedik század első felében sok kis gazdaság volt a jellemző amelyek kisebbek voltak 50 hektárnál, ahol főként kukoricát termesztettek. A polgárháború után új ingatlanadókat vetettek ki a gazdákra, amelyek hatására 
az 1880-as évekre a megyében lett a legtöbb eladósodott gazda akik földjeik bérbeadására kényszerültek. A megye az 1880-as és 1890-es évekre az Alabamán végigsöprő populista mozgalom központja lett, amit az "alabamai populizmus bölcsőjeként" is emlegettek. Ashland megyeszékhelyen a populista párt tagjai kiadták a People's Party Advocatet,és Reuben F. Kolb kormányzói jelöltségét támogatták. Ahogy a populista párt és a gazdálkodás hanyatlott, Clay megye gazdaságában egyre fontosabb lett a bányászat és a feldolgozó ipar, bányák, faipari cégek és baromfiüzemek költöztek a területre. A megye továbbra is Alabama egyik legvidékibb és legritkábban lakott megyéje. Clay megye híres szülöttei közé tartozik az 1920-as évek Ku Klux Klan birodalmi varázslója Hiram Wesley Evans, Hugo L. Black, a Legfelsőbb Bíróság bírója, és Bob Riley alabamai kormányzó.

## Népesség
A 2020-as népszámlálási becslések szerint Clay megye lakossága 14 236 fő volt. A következő eloszlás szerint.
| Rassz            | lélekszám | százalék | rangsor az állam 67 megyéje közül |
| ---------------- | --------- | -------- | --------------------------------- |
| Teljes           | 14236 fő  | 0,28     | 56                                |
| Fehér            | 11261 fő  | 79,1     | 16                                |
| Afroamerikai     | 1942 fő   | 13,6     | 44                                |
| Több rasszú      | 463 fő    | 3,3      | 37                                |
| Spanyol          | 449 fő    | 3,2      | 35                                |
| Őslakos és egyéb | 75 fő     | 0,5      | 40                                |
| Ázsiai           | 46 fő     | 0,3      | 44                                |

A megyeszékhelynek, Ashlandnak 1680 lakosa volt. 
 A megye másik jelentős települése Lineville. 
A háztartások medián jövedelme Clay megyében 42 678 dollár volt, szemben az állam többi részének 52 035 dollárjával, az egy főre jutó jövedelem pedig 25 337 dollár volt, szemben az állam többi részének 28 934 dollárjával.
A megye népességének változása:
| Lakosok száma | 13 886 | 13 678 | 13 458 | 13 486 | 13 555 | 14 236 |
|               | 2010   | 2011   | 2012   | 2013   | 2015   | 2020   |

## Gazdaság
A dombos terep miatt a Clay megyei mezőgazdasági termelők a tizenkilencedik században elsősorban kis gazdaságokban termesztettek kukoricát. A polgárháborút követő évtizedekben visszaesett a mezőgazdaság, és nagy számban vállaltak munkát a feldolgozóiparban, a faiparban és a baromfiüzemekben.

## Foglalkoztatás
A 2020-as népszámlálási becslések szerint Clay megyében a munkaerő a következő ipari kategóriák között oszlik meg:
- Feldolgozóipar (30,0 százalék)
- Oktatási szolgáltatások, valamint egészségügyi és szociális segély (19,5 százalék)
- Kiskereskedelem (13,8 százalék)
- Építőipar (6,8 százalék)
- Művészet, szórakoztatási, rekreációs, valamint szállás- és vendéglátás (4,5 százalék)
- Szakmai, tudományos, menedzsment, adminisztratív és hulladékgazdálkodási szolgáltatás (4,4 százalék)
- Szállítási ill. raktározás és közüzemi szolgáltatások (4,1 százalék)
- Pénzügy és biztosítás, ingatlan, bérbeadás és lízing (4,0 százalék)
- Közigazgatás (4,0 százalék)
- Egyéb szolgáltatások, kivéve a közigazgatás (3,2 százalék)
- Mezőgazdaság, erdőgazdálkodás, halászat és vadászat, valamint kitermelő (2,4 százalék)
- Nagykereskedelem (1,2 százalék)
- Információ (0,6 százalék)

## Oktatás
A Clay megyében hat iskola és egy magániskola található.

## Földrajz
Az 1570 négyzetkilométer területű Clay megye az állam középső keleti részén fekszik, a Piemont-felvidék területén. Clay megye nyugati felének nagy része a Talladega Nemzeti Erdőben található. A megye északi felén a Ketchepedrakee-patak, a Tallapoosa folyó mellékfolyója, a déli felén pedig a Little Hillabee Creek, a Coosa folyó mellékfolyója folyik keresztül. A Hatchett Creek északról délre folyik át a megyén. Az északról délre tartó  49-es és 9-es állami út, valamint a keletről nyugatra tartó  77-es út a megye fő közlekedési útvonalai. Az Ashland-Lineville repülőtér a megye egyetlen repülőtere.

## Események és érdekes helyek
Az Ashland-i városháza közelében található Clay County Történeti Múzeumban Clay megye történetével kapcsolatos kiállításokat tekinthet meg az ember. A Talladega Nemzeti Erdő Clay megye nyugati részén található, és számos szabadtéri lehetőséget kínál a természet szerelmeseinek, csakúgy, mint a Cheaha State Park egyes részei, valamint az Odum és Pinhoti ösvények. A Wedowee-tó, más néven Harris-tó, a Tallapoosa folyó 10 000 hektáros duzzasztott tava a megye keleti szélén található.